# Миура Горо
Миура Горо (яп. 三浦梧楼 Миура Горо: , 1 января 1847 — 28 января 1926) — генерал-лейтенант Императорской армии Японии. Руководил отрядом, убившим корейскую королеву Мин.

## Биография
Миура родился в семье самурая в городе Хаги (княжество Тёсю). Окончив военную академию клана Мэйринкан он вступил в Кихэйтай — нерегулярные войска княжества Тёсю и принимал активное участие в войне Босин и свержении сёгуната Токугава. Позже он командовал военным округом Хиросимы и в ходе восстания в Сацуме возглавлял 3-ю бригаду.
В 1884 году он сопровождал Ояму Ивао и в ходе путешествия в Европу, где они изучали западное военное дело. В 1888 году после конфликта с политической верхушкой княжества Тёсю, он ушёл в резерв. В ноябре того же года он подал в отставку и стал директором университета Гакусюин.
В 1890 году Миура стал членом верхней палаты парламента и получил титул виконта согласно системе кадзоку.
В 1895 году Миура Горо стал представителем Японии в Корее, сменив на этом посту Иноуэ Каору. 8 октября того же года войска, которыми командовал Миура, жестоко убили антияпонски настроенную королеву Кореи. Японцы в Корее пользовались правом экстерриториальности, поэтому Миура предстал перед окружным судом Хиросимы и был оправдан за недостатком улик.
Позже Миура стал членом Тайного совета, где пытался примирить враждующие фракции с целью сохранения Конституции Мэйдзи.